# 何刘站
何刘站位于中华人民共和国湖北省武汉市洪山区九峰街道，是武九铁路上的火车站，由武昌车务段管辖。车站目前仅办理列车接发，不办理客货运业务。
2018年5月武昌北环铁路部分拆除前，每天曾有两班流芳站始发的武昌铁路职工通勤车终到本站。目前何刘站没有图定客运列车停靠。

## 历史
何刘站作为武大铁路的中间站之一于1957年12月竣工建站:284。1975年铁路建成武汉铁路枢纽南环线，经由本站出岔、接入京广铁路的武昌南站，1980年6月20日建成通车:261。当时所有客车走北环线、大部分货车走南环线进出武汉枢纽以减少货车经沙湖站上下武汉长江大桥对京广铁路正线的影响。
1990年起车站由武昌东车站管辖:286，2006年3月17日改由新成立的武昌东车务段管辖。2020年5月武昌东车务段重组为武昌车务段。
2005年车站经流芳、南湖至武昌站的南环线进行复线化改造，改造后武九线进出武汉的列车改走南环线。
2008年作为武汉铁路枢纽货车外绕线工程的一部分，铁路部门对车站进行改造工程。工程包括改造车站布局、对既有何刘站至流芳线路所间南环上行线改线以及新建何刘站至武昌东站到发场的上行疏解线。车站改造工程及南环上行线改线工程于2009年12月7日建成投用。